# Ernest Szotyori
Ernest Szotyori (n. 3 septembrie 1927, Târgu Mureș-- d. ?) a fost un demnitar comunist român de origine maghiară, membru al Partidului Comunist Român din 1955.

## Studii
- Liceul industrial din Târgu Mureș (1947)
- Facultatea de Mecanică la Institutul de Automobile și Drumuri din Harkov, URSS (1954)
- Școala Superioară de Partid „Ștefan Gheorghiu“